# Valens
Flavius Iulius Valens (328 – 9. srpna 378) byl římský císař v letech 364 až 378. Jeho bratr císař Valentinianus I. ho jmenoval svým spoluvládcem a svěřil mu správu východní poloviny říše. Valentovo panování ukončila porážka v osudné bitvě u Adrianopole, v níž nalezl smrt a která se stala symbolem počátku úpadku římské říše.

## Život

### Mládí a ustavení císařem
Valens se stejně jako jeho bratr Flavius Valentinianus narodil ve vesnici Cibalae (dnešní Vinkovci) nedaleko města Sirmium (Sremská Mitrovice) v roce 328. Budoucí císařové vyrůstali v Africe a Británii na statcích svého otce Gratiana staršího. Valentinianus absolvoval před nástupem na trůn úspěšnou vojenskou kariéru, naproti tomu Valens trávil většinu svého mládí na rodinných usedlostech a do armády vstoupil až v roce 360. Společně se svým bratrem se pak zúčastnil perského tažení císaře Juliana.
Po Julianově smrti spěchal nový císař Jovianus do Konstantinopole zajistit si vládu, ovšem při zastávce ve městě Dadastana západně od Ankyry se v únoru 364 otrávil. Valentinianus, který tehdy působil v hodnosti tribunus scutariorum, byl z rozhodnutí velitelů armády 23. února 364 prohlášen augustem. Jelikož cítil, že k zabezpečení kontroly nad rozlehlým a barbarskými nájezdy sužovaným impériem bude nutně potřebovat spoluvládce, 28. března téhož roku ustavil Valenta za svého spolucísaře. Bratři si poté rozdělili správu státu, přičemž Valentovi připadla východní polovina Balkánského poloostrova, Řecko, Egypt, Sýrie a Malá Asie. Podobně jako Constantius II. a Constans zaujímali i Valens a Valentinianus rozdílné postoje v oblasti teologie. Zatímco Valentinianus byl přesvědčeným stoupencem nicejského vyznání, Valens ve sporu mezi stoupenci katolictví a ariánství podporoval druhé jmenované, což mu nijak nepřidávalo na popularitě. Valentova náboženská politika se setkávala s odporem ze strany církevních Otců Athanasia a Basileia. Vůči pohanství se Valens stavěl celkem tolerantně, třebaže za jeho vlády proběhlo menší pronásledování pohanských filozofů.

### Procopiovo povstání
Valens získal celou východní polovinu říše, jež teprve nedávno ztratila v důsledku smlouvy Joviana se sásánovským králem Šápúrem II. strategicky důležitá území v Mezopotámii a Arménii na hranicích s Persií. V roce 365 se Valens vydal na východní hranice, aby zkonsolidoval tamější neutěšenou situaci. Když však na podzim 365 dorazil do kappadockého města Kaisareia (Kayseri), obdržel z Konstantinopole nepříznivé sdělení o vzniku vzpoury. Jediný zbývající mužský příbuzný císaře Juliana, jeho bratranec Procopius, se nechal provolat císařem. Procopius velel během Julianova tažení na východ menší části vojska vyslané do Arménie, a nebyl tudíž přítomen volbě Julianova nástupce. Ačkoli Jovianus se tohoto potenciálního pretendenta trůnu usiloval usmířit, po Valentově uchopení moci vzbuzoval Procopius v císařovi rostoucí podezřívavost.
Poté, co jen těsně unikl zatčení, se na krátko uchýlil do ústraní a po Valentově odchodu se náhle objevil v Konstantinopoli. Následně se mu podařilo přesvědčit zde umístěné vojenské oddíly, aby ho prohlásily císařem, k čemuž došlo 28. září 365. Přestože jeho uzurpace byla v hlavním městě přijata celkem chladně, Procopius dokázal obratnou propagandou rychle upevnit své postavení. Nejprve izoloval hlavní město od jakýchkoli zpráv zvenčí a nechal rozšířit pověsti o Valentinianově smrti. Pak začal razit vlastní mince, na nichž byla ostentativně zdůrazňována jeho pokrevní spřízněnost s konstantinovskou dynastií. K utužení svých dynastických nároků neváhal využít také vdovy a dcery po císaři Constantiovi II. Tento postup se setkal s určitým úspěchem, především mezi vojáky dosud loajálními ke Konstantinovcům a v určité části východní společnosti, zvláště mezi pohany, kteří se cítili Valentinianem perzekvovaní.
Mezitím Valens svojí nerozhodností a nízkou sebedůvěrou takřka přivodil vlastní záhubu. Když dorazila zpráva o Procopiově vzpouře, uvažoval o abdikaci, a dokonce pomyslel i na sebevraždu. Později se sice rozhodl bojovat, nicméně jeho snaha zabránit šíření povstání byla komplikována faktem, že většina jeho vojáků se již nacházela v Sýrii, kam byla odvelena kvůli chystanému tažení proti Peršanům. Přesto poslal Valens vstříc Procopiovi dvě legie, jež ale uzurpátor snadno přemluvil k odpadnutí. Samotný Valens málem upadl do zajetí při jedné menší potyčce nedaleko města Chalkedonu. Valentovy nesnáze posléze vyvrcholily, když Valentinianus odmítl jakkoli zasahovat do probíhající občanské války. Liknavý odpor císařských jednotek umožnil Procopiovi ovládnout do konce roku 365 diecéze Thrákii a Asianu. Teprve na jaře 366 shromáždil Valens dostatečné množství vojáků na to, aby se mohl s Procopiem úspěšně vypořádat. Při postupu z Ankyry na západ se střetl ve Frýgii se vzbouřeným generálem Gomoariem, jehož porazil v bitvě u Thyatiry (dnešní Akhisar). Potom u Nacoleie narazil na samotného Procopia, načež slibem amnestie přiměl jeho vojáky k dezerci. 27. května 366 byl poražený Procopius popraven a jeho hlava byla odeslána Valentinianovi do Trevíru.

### Válka s Góty
Po zdolání Procopiovy revolty se Valens rozhodl vést trestnou výpravu proti germánským Gótům, kteří podporovali uzurpátora. Ve svých záměrech byl ještě utvrzen zvěstmi o chystaném gótském tažení za Dunaj. Gótové, přesněji Tervingové, mezi nimiž požíval nejvyšší autority soudce Athanarich, žili podle všeho s Římany v míru od roku 332, kdy je porazil Konstantin. Na jaře roku 367 Valens překročil Dunaj a postupoval proti Athanarichovým Gótům. Ten se se svými lidmi stáhl do pohoří Karpaty, a unikl tak z dosahu Valentova vojska, které se na konci léta stáhlo zpět za Dunaj, aniž by se přitom domohlo jakéhokoli hmatatelného úspěchu. V následujícím roce zamezil rozvodněný Dunaj opakování výpravy na sever. Zahálení svých vojáků využil císař k posílení stávajících a k výstavbě nových pohraničních pevností.
V roce 369 se Římané opět přeplavili řeku a podnikli další útok. Tentokrát ovšem nebyli jejich cílem Tervingové, nýbrž Greutungové, jiný gótský kmen pobývající dále na severovýchodě. Po jejich porážce požádal Athanarich císaře o uzavření mírové smlouvy, s čímž Valens ochotně souhlasil. Ačkoli tedy Římané nedokázali Góty přesvědčivě porazit, válka byla vítězně ukončena. Konflikt však narušil vzájemné vztahy, důsledkem čehož bylo omezení vzájemného obchodu, a především zeslábnutí přílivu gótských rekrutů do východořímského vojska. Úbytek lidských zdrojů měl Valens pocítit už v nadcházejících bojích na východě.

### Spor se Sásánovci o Arménii

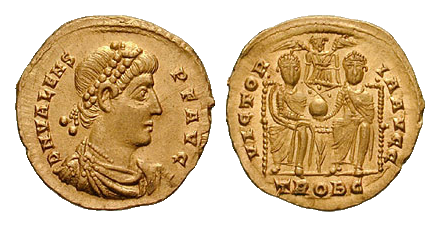
Solidus znázorňující Valenta, vyražený kolem roku 376. Na zadní straně drží Valens společně se svým bratrem Valentinianem I. glóbus, symbol moci.

Důvodem kvapného sjednání nepříliš výhodného míru s Góty byly zhoršující se poměry na východní hranici. Jovianova rezignace na faktickou římskou kontrolu Arménie v roce 363 rozněcovala touhu Šápúra II. využít naskýtající se příležitosti k oslabení Římanů a k rozšíření vlastního teritoria. Sásánovský král si naklonil arménskou šlechtu, a dokonce zajal arménského krále Arsaka. V roce 367 vyslal Šápúr vojsko do kavkazského království Ibérie. Papa, Arsakův syn a právoplatný nástupce, byl obležen v pevnosti Artogerassa. Následující jaro Papa z pevnosti unikl a uprchl k Valentovi, s nímž se setkal zřejmě v Marcianopoli, kde císař plánoval vojenské operace proti Gótům. Ještě během léta pověřil Valens svého generála Arinthaea velením menšího oddílu, s nímž měl dosadit Papu zpět na arménský trůn. Tato drobná vojenská akce vyprovokovala Šápúra ke vpádu do Arménie a k vydrancování země. Papa ovšem znovu unikl a v roce 370 se v doprovodu mnohem početnějších římských sil vrátil již podruhé do země. V dalším roce vytáhli Římané s velikým vojskem do Ibérie. V témže čase podnikl Šápúr protiútok do Arménie, avšak jeho armáda byla potřena Valentovými vojevůdci Traianem a Vadomariem u Bagavanu. Valens tím sice jednoznačně porušil podmínky smlouvy z roku 363, nicméně Šápúr, ohrožovaný na svých východních hranicích kušánskou invazí, uzavřel s Římany příměří, jež přetrvalo pět let.
Novým zdrojem problémů se brzy ukázal být nevděčný Papa, u něhož se začala projevovat jeho násilnická a tyranská povaha. Mladistvý král nechal nejprve odstranit arménského biskupa Narsa, a poté dokonce vznesl nárok na několik římských měst, včetně Edessy. Z důvodu obav, aby se Papa nepřiklonil k Peršanům, se Valens neúspěšně pokusil mladého krále zajmout a nakonec jej nechal v roce 374 v Arménii popravit. Po Papovi byl Valentem ustaven Varazdat jako nový arménský vládce.
Situace na východní hranici se po skončení příměří opět vyhrotila, což přinutilo Valenta k zahájení příprav rozsáhlé vojenské výpravy proti Persii. Neklid se ale zatím rozšířil i na jiná místa. V Isaurii, v hornatém kraji ležícím západně od Kilíkie, propukla vzpoura, kterou v roce 375 potlačily oddíly stažené z východu. O dva roky později povstaly některé arabské kmeny vedené královnou Mavií. Výsledkem této revolty byla devastace pruhu území táhnoucího se od Fénicie přes Palestinu až k Sinaji. Třebaže se Valentovi podařilo dostat obě povstání úspěšně pod kontrolu, příležitost k rozhodnému zásahu na východní hranici byla promarněna, neboť Valentově zamýšlené výpravě do Persie vyvstala překážka v podobě opětovných potíží s Góty. V roce 375 navíc Valentův starší bratr Valentinianus utrpěl záchvat mrtvice[nepřesný odkaz], jemuž nakonec 17. listopadu téhož roku podlehl. Valentinianovými nástupci se stali jeho synové a Valentovi synovci Gratianus a Valentinianus II.

### Příchod Gótů a jejich vzpoura
Gótské kmeny sídlící mezi řekami Dunajem a Dněprem padly v polovině sedmdesátých let 4. století za oběť ničivým nájezdům Hunů, čímž byl ohlášen počátek období stěhování národů. Část Tervingů vedená Alavivem a Fritigernem se proto vydala k Dunaji a v roce 376 požádala císaře Valenta o povolení usadit se na římském území. Valentovi, jenž byl tehdy společně s většinou své mobilní polní armády (comitatenses) vázán v bojích na východě, nezbývala jiná možnost než Góty vpustit do říše. Tento svůj ústupek barbarům ospravedlňoval císař tvrzením, že získá značný počet zdatných rekrutů do římského vojska. Příchod Gótů byl však již od samého počátku provázen komplikacemi, protože Dunaj nepřekročili pouze Tervingové, ale v rozporu s císařovými příkazy tak učinila i další skupina Gótů – Greuthungové. Nedostatek potravin a chamtivost místních římských úředníků přinutily Góty, čítající zhruba 200 000 lidí, prodávat v zájmu zabezpečení vlastní obživy své manželky a děti do otroctví. Když si jejich vůdci stěžovali na toto zacházení, pokusili se je římští velitelé neúspěšně zavraždit, což vedlo na počátku roku 377 k vypuknutí povstání a k porážce Římanů u Marcianopole.
Slabé římské pohraniční posádky (riparienses) se omezily na obranu izolovaných pevností, takže většina země byla vystavena ničím nerušenému drancování Gótů. Pozvolna shromažďované římské vojsko se s nimi na podzim téhož roku střetlo v bitvě u Ad Salices, ovšem krvavé utkání skončilo nerozhodně. Gótové byli záhy posíleni odloučenými oddíly Alanů a Hunů, kteří rovněž překročili Dunaj. Vlna barbarů, dosud plenících pouze Moesii, se vzápětí rozlila do celé Thrákie. Teprve na jaře roku 378 se Valens vypravil z Antiochie na západ. Zároveň stáhl z východní fronty veškeré dostupné zálohy a doprovázen těmito sbory dorazil 30. května 378 do Konstantinopole. Valentovi rádci a generálové Richomeres, Sebastianus a Victor ho nabádali, aby vyčkal císaře Gratiana a jeho vítězných galských legií blížících se ze západu, k čemuž svého strýce vybízel i Gratianus. Nicméně Valens, podceňující sílu gótského vojska, projevil svoji nezměrnou sebedůvěru, a aniž by vyčkal Gratianova příchodu, odhodlal se k útoku. Svou rázností se údajně snažil zastřít nedostatek odvahy.

### Bitva u Adrianopole

Nárys pravděpodobného průběhu bitvy

Valens, žárlivý na Gratianovy úspěchy proti Alamanům, se rozhodl nečekat a svést bitvu ihned. Po krátkém přeskupení sil v Thrákii vyrazil s vojskem k městu Adrianopolis (Edirne), k němuž podle průzkumu postupovali také Gótové. Fritigern, jenž si byl vědom vážnosti situace, vyslal k Římanům vyjednavače s nabídkou míru a spojenectví výměnou za přidělení území. Valens přesvědčený o své početní převaze jeho návrhy odmítl. Císařův odhad síly nepřátelského vojska byl ale chybný, jelikož nebral v úvahu část gótské jízdy, jež se poněkud opozdila kvůli obstarávání píce.
Ráno 9. srpna se Valens vzdálil z Adrianopole, v níž zanechal císařskou pokladnici. Po sedmihodinovém pochodu obtížným terénem dorazily neuspořádané zástupy Římanů před gótskou vozovou hradbu, rozloženou na vrcholu kopce. Římané si s sebou navzdory srpnovému horku nevzali žádnou vodu ani jiné zásoby, tudíž dosáhli bitevního pole ve značně vyčerpaném stavu. Jejich útrapy ještě znásobil kouř z trávy a křovin zapalovaných Góty. Ti obsadili postavení po stranách vozové hradby, která poskytovala ochranu jejich rodinám a majetku. Fritigernovým cílem bylo pozdržet římské přípravy k útoku, čímž zamýšlel zajistit vlastní jízdě čas k návratu. Odevzdal proto Římanům rukojmí a chystal se vyjednávat, což rozhořčilo římské vojáky, zaujímající zdánlivě výhodnější nástupní prostor. Fritigernovi se navzdory tomu podařilo získat dostatek času.
Mezitím se ale část římského vojska vrhla bez rozkazu do útoku, neboť si byla jistá svým vítězstvím, a především se chtěla Gótům pomstít za jejich předchozí dvouleté beztrestné pustošení římského území. Římské levé křídlo dosáhlo vozové hradby, avšak v tomto okamžiku dorazila na bojiště gótská jízda zburcovaná naléhavými zprávami o hrozícím nebezpečí. Gótská kavalérie vedená Alatheem a Safrakem smetla římskou jízdu nejprve na levém a pak i na pravém křídle. V řadách římské pěchoty nastala po nezdaru prvního útoku a následném náhlém zvratu ve vývoji bitvy panika. Římanům se sice podařilo stáhnout se na nejbližší kopec, ovšem zcela vyčerpaní po celodenním pochodu a obtížení svým těžkým brněním nebyli schopni nijak manévrovat. Těžké ztráty, únava a psychický tlak zapříčinily nakonec útěk římských vojáků z bitevního pole. Gótové pokračovali ve svých útocích a masakrování nepřátel až do pozdních nočních hodin.

## Valentova smrt a jeho hodnocení
Než bitva skončila, byly pobity dvě třetiny východní armády, včetně mnoha jejích nejschopnějších velitelů a samotného císaře. To, co zbylo z římského vojska, bylo v průběhu noci odvedeno comitem Richomerem a generálem Victorem z bojiště. Ammianus Marcellinus popisuje okolnosti Valentova skonu dvěma možnými způsoby. Podle prvního výkladu byl Valens smrtelně zasažen šípem a zanedlouho nato zemřel. Jeho tělo nebylo nikdy nalezeno ani řádně pohřbeno. Podle druhého vysvětlení byla římská pěchota císařem opuštěna, obklíčena a rozsekána. Zraněný Valens byl dopraven do malé dřevěné chatrče, která byla brzy poté obklíčena gótskými jezdci s hořícími pochodněmi. Protože neměli tušení, kdo se skrývá uvnitř, budovu i s Valentem zapálili. Církevní historikové jako Sozomenos, Sókratés Scholastikos nebo Theodoretos v tom spatřovali Boží trest za Valentovo ariánství.
Bitva u Adrianopole, jejíž výsledek vyvolal v římském světě šok, představovala nejvýznamnější událost Valentova panování. Vzhledem k rozsahu pohromy byl Gratianus přinejmenším zpočátku neschopen provést jakákoli efektivní protiopatření. Teprve o několik měsíců později povolal Theodosia, jemuž se podařilo situaci na Balkáně do určité míry stabilizovat, třebaže dosažení rozhodného vítězství nad Góty zůstalo i jemu odepřeno. Adrianopolis každopádně vymezila počátek rozkladu pozdně antického římského impéria a této skutečnosti si povšimli i soudobí historikové. Ammianus označil tuto bitvu za nejhorší porážku římské historie od bitvy u Kann, zatímco Rufinus ji nazval počátkem všech dalších neštěstí římské říše. Adrianopolis dále znamenala završení jedné epochy ve vývoji vojenství. Římská těžká pěchota byla až do tohoto okamžiku pokládána za nepřemožitelnou. Nicméně vítězstvím gótské jízdy bylo toto dosavadní mínění zpochybněno.
Podle historika Arnolda H. M. Jonese ustanovením Valenta za svého spolucísaře svěřil Valentinianus svému bratrovi úkol, jehož zvládnutí naprosto přesahovalo Valentovy schopnosti. Vědomí vlastní méněcennosti se u Valenta projevovalo vytrvalým strachem ze spiknutí a krutým trestáním domnělých zrádců. Na druhé straně Jones připouští, že císař svědomitě a pečlivě plnil své panovnické povinnosti a stejně jako jeho bratr byl oddaným křesťanem. Valentova neslavná smrt u Adrianopole je přesto považována za příznačné zakončení jeho ne právě vydařeného vládnutí.